# Smyrnium dodonaei
Smyrnium dodonaei är en flockblommig växtart som beskrevs av Spreng.. Smyrnium dodonaei ingår i släktet vinglokor, och familjen flockblommiga växter. Inga underarter finns listade i Catalogue of Life.